# Liste von Persönlichkeiten der Stadt Ladenburg
Dies ist eine Liste von Persönlichkeiten, die mit der Stadt Ladenburg bei Heidelberg in Verbindung stehen, beispielsweise weil sie dort geboren wurden, gelebt oder gewirkt haben.

## Ehrenbürger

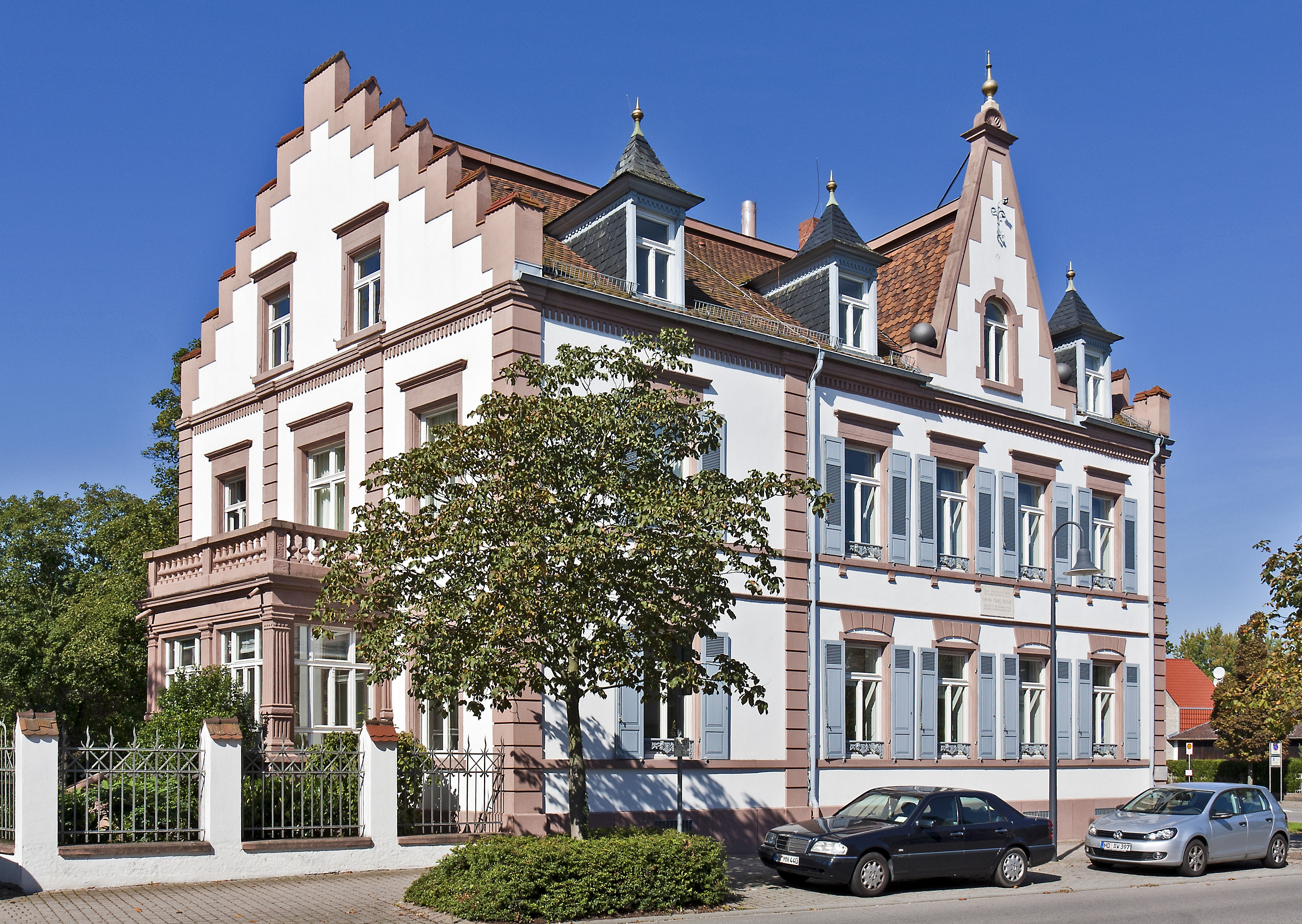
Wohnhaus Carl Benz

Die Ehrenbürgerschaft der Stadt Ladenburg (das Ehrenbürgerrecht) wurde bislang neunmal verliehen, alleine vier Mal im Jahr 1933. Die Würde des Ehrenbürgerrechts erlischt mit dem Tod des Geehrten.
Kein Ehrenbürger, aber mit dem Titel eines Marqués de Ladenburg geehrt, ist der italienische Komponist Arcangelo Corelli. Kurfürst Johann Wilhelm verlieh ihm diesen Titel.
Liste der Ehrenbürger
| Bild | Lebensdaten | Name                    | Tag d. Verleihung | Anlass / Grund / Ort / Initiator / Sonstiges |
| ---- | ----------- | ----------------------- | ----------------- | --- |
|      | 1844 – 1929 | Carl Benz               | 26.11.1926        | Anlass: 82. Geburtstag (einen Tag verspätet) Grund: „Würdigung seiner großen Erfindung des Automobils“ Ort: Benzhaus Initiator: Gemeinderat in Abwandlung von Ehrungsvorschlägen durch Elisabeth Trippmacher und den Heimatbund Sonstiges: Original befindet sich im Automuseum Dr. Carl Benz |
|      | 1849 – 1944 | Bertha Benz             | 14.04.1933        | Anlass: Gedenkfeiern für Carl Benz Grund: „Verdienste als geniale Mitarbeiterin und Weggenossin ihres großen Erfindergatten“ Ort: in und um das Benzhaus Initiator: Elisabeth Trippmacher |
|      | 1847 – 1934 | Paul von Hindenburg     | 14.04.1933        | Anlass: Gedenkfeiern für Carl Benz Grund: „große Verdienste als überragender Führer in Krieg und Frieden“ Ort: keiner (nur übersandt) Initiator: Stahlhelm-Ortsgruppe (und DNVP-Ortsgruppe) Sonstiges: Original vermutlich im Frühjahr 1945 auf Gut Neudeck in Ostpreußen durch Kriegseinwirkung vernichtet Der Gemeinderat distanzierte sich am 19.02.2020 einstimmig von dieser Ehrenbürgerschaft.                                                       |
|      | 1889 – 1945 | Adolf Hitler            | 14.04.1933        | Anlass: Gedenkfeiern für Carl Benz Grund: „Würdigung seiner hervorragenden Verdienste um die nationale Erhebung“ etc. Ort: keiner (nur übersandt) Initiator: NSDAP-Ortsgruppe Sonstiges: Dankschreiben wohl im Januar 1935 eingegangen, am 28.01. dem GR zur Kenntnis gebracht Der Gemeinderat distanzierte sich am 19.02.2020 einstimmig von dieser Ehrenbürgerschaft.                                                                                    |
|      | 1855 – 1938 | Josef Eduard Schlageter | 03.09.1933        | Anlass: Einweihung eines Schlageter-Gedächtnissteines auf den gleichnamigen Schießständen in Ladenburg Grund: Vater des 1923 während des Ruhrkampfes hingerichteten und als NS-Helden postum angesehenen Albert Leo Schlageter Ort: Benzhaus Initiator: unbekannt (offenbar kurzfristig) Sonstiges: Ehrenbürgerbrief angefertigt von Zeichenlehrer Wilhelm Sauter Der Gemeinderat distanzierte sich am 19.02.2020 einstimmig von dieser Ehrenbürgerschaft. |
|      | 1878 – 1969 | Elisabeth Trippmacher   | 26.10.1958        | Anlass: 80. Geburtstag Grund: „Verdienste um das Ansehen unserer Stadt und ihre Arbeit für die Linderung menschlicher Nöte“ Ort: Sitzungssaal des Alten Rathauses Initiator: verschiedene Bürger |
|      | 1924 – 2009 | Berndmark Heukemes      | 25.02.1984        | Anlass: 60. Geburtstag Grund: Verdienste um Erforschung städtischer Kultur, um Vermittlung der Erkenntnisse an Menschen, um Förderung des Bewusstseins für Stadterneuerung, Denkmal- und Stadtbildpflege Ort: Sitzungssaal des alten Rathauses Initiator: Gemeinderat Sonstiges: Ehrenbürgerbrief angefertigt von Meister Rudolf Beckenbach |
|      | 1931 – 2008 | Reinhold Schulz         | 26.03.1993        | Anlass: Ausscheiden aus dem Bürgermeisteramt Grund: vielfältige Verdienste, unermüdlicher persönlicher Einsatz, Ideenreichtum, Steigerung des Ansehens der Stadt, Eintreten für die Erhaltung der Altstadt Ort: Lobdengauhalle Initiator: Gemeinderat |
|      |             | Egon Lackner            | 2023              | Architekt, Mitglied der stadtbildprägenden Planungsgruppe 67, langjähriger CDU-Gemeinderat, langjähriger Vorsitzender des Heimatbundes und dessen Ehrenvorsitzender sowie ehrenamtlicher Stadtbildpfleger |

## Söhne und Töchter der Stadt
| Bild | Geburtsjahr | Name                         | Sterbejahr       | Beruf                                                        |
| ---- | ----------- | ---------------------------- | ---------------- | ------------------------------------------------------------ |
|      | 1494        | Philipp Neunheller           | 1555 oder später | Reformator in Hanau                                          |
|      | 1570        | Johan Damius                 | 1648             | Mitglied der Haarlemer Schutterij aus dem Goldenen Zeitalter |
|      | 1572        | Theodor Rhodius              | 1625             | Dramatiker und Späthumanist                                  |
|      | 1646        | Johann Friedrich von Seilern | 1715             | Österreichischer Hofkanzler und Reichsgraf                   |
|      | 1695        | Johann Christoph Sauer       | 1757             | Erster Deutscher Buchdrucker in Amerika                      |
|      | 1780        | Franz Xaver von Hertling     | 1844             | Bayerischer Generalleutnant und Kriegsminister               |
|      | 1781        | Friedrich von Hertling       | 1850             | Bayerischer Generalleutnant                                  |
|      | 1787        | Michael Frey                 | 1832             | Komponist und Kapellmeister                                  |
|      | 1805        | Friedrich August Lehlbach    | 1875             | Pfarrer und Revolutionär in Baden                            |
|      | 1818        | Lambert Heinrich von Babo    | 1899             | Chemiker                                                     |
|      | 1830        | Heinrich Siegel              | 1899             | Rechtshistoriker und Professor in Wien                       |
|      | 1837        | Heinrich Maurer              | 1921             | Lehrer und Heimatforscher                                    |
|      | 1870        | Martin Hartmann              | 1931             | Badischer Jurist                                             |
|      | 1878        | Ludwig Koch                  | 1936             | Jesuit und Historiker                                        |
|      | 1900        | Rudolf Agricola              | 1985             | Wirtschaftswissenschaftler und Politiker                     |
|      | 1902        | Fritz Füllenbach             | 1976             | Landtagsabgeordneter (RP)                                    |
|      | 1908        | Karl Langenbacher            | 1965             | Grafiker, Schriftsteller und Hörspielautor                   |
|      | 1912        | Karl Wolf                    | 1975             | Deutscher Meister im Hammerwurf                              |
|      | 1945        | Karin Radermacher            |                  | Landtagsabgeordnete (BY)                                     |
|      | 1952        | Gerhard Kleinböck            |                  | Landtagsabgeordneter (BW)                                    |
|      | 1957        | Peter Hauck                  |                  | Bildhauer, Maler und Zeichner                                |
|      | 1975        | Alexandra Philipps           |                  | Schönheitskönigin und Moderatorin                            |

## Weitere mit Ladenburg verbundene Persönlichkeiten
- Johann II. von Fleckenstein († 1426), Bischof von Worms, ließ ab 1412 den zweiten Turm der St.-Gallus-Kirche erbauen, verbrachte die letzten Lebensjahre in Ladenburg und starb dort.
- Johannes Sylvanus († 1572), Superintendent in Ladenburg, als Ketzer hingerichtet
- Kaspar Agricola (1514 oder 1524–1597), Rektor der Universität Heidelberg, in Ladenburg an der Pest verstorben
- Stephan Alexander Würdtwein, Weihbischof von Worms, 1796 in Ladenburg verstorben
- Albert Julius Sievert (1835–1904), Stadtpfarrer und Chronist von Ladenburg
- Hermann Hohn (1897–1968), Bürgermeister von Ladenburg (1953–1965)
- Lothar Freund (1930–2010), Richter am Oberverwaltungsgericht und Verfassungsgerichtshof des Landes Baden-Württemberg, auf dem Friedhof (Ladenburg) bestattet.
- Horst Ruster (* 1940), ehemaliger Radsportler, betrieb in Ladenburg ein Fahrradgeschäft
- Hans-Michael Kissel (* 1942), Bildhauer, lebt und arbeitet in Ladenburg
- Michael Eichberger (* 1953), ehemaliger Richter des Ersten Senats des Bundesverfassungsgerichts, lebt in Ladenburg
- Kristin Wolz (* 1953), Lyrikerin und Schriftstellerin, lebt in Ladenburg
- Nikolaus Haas (* 1964), Kinderkardiologe
- Carolin Callies (* 1980), Lyrikerin, lebt in Ladenburg